# Fronteiras dos Estados Unidos

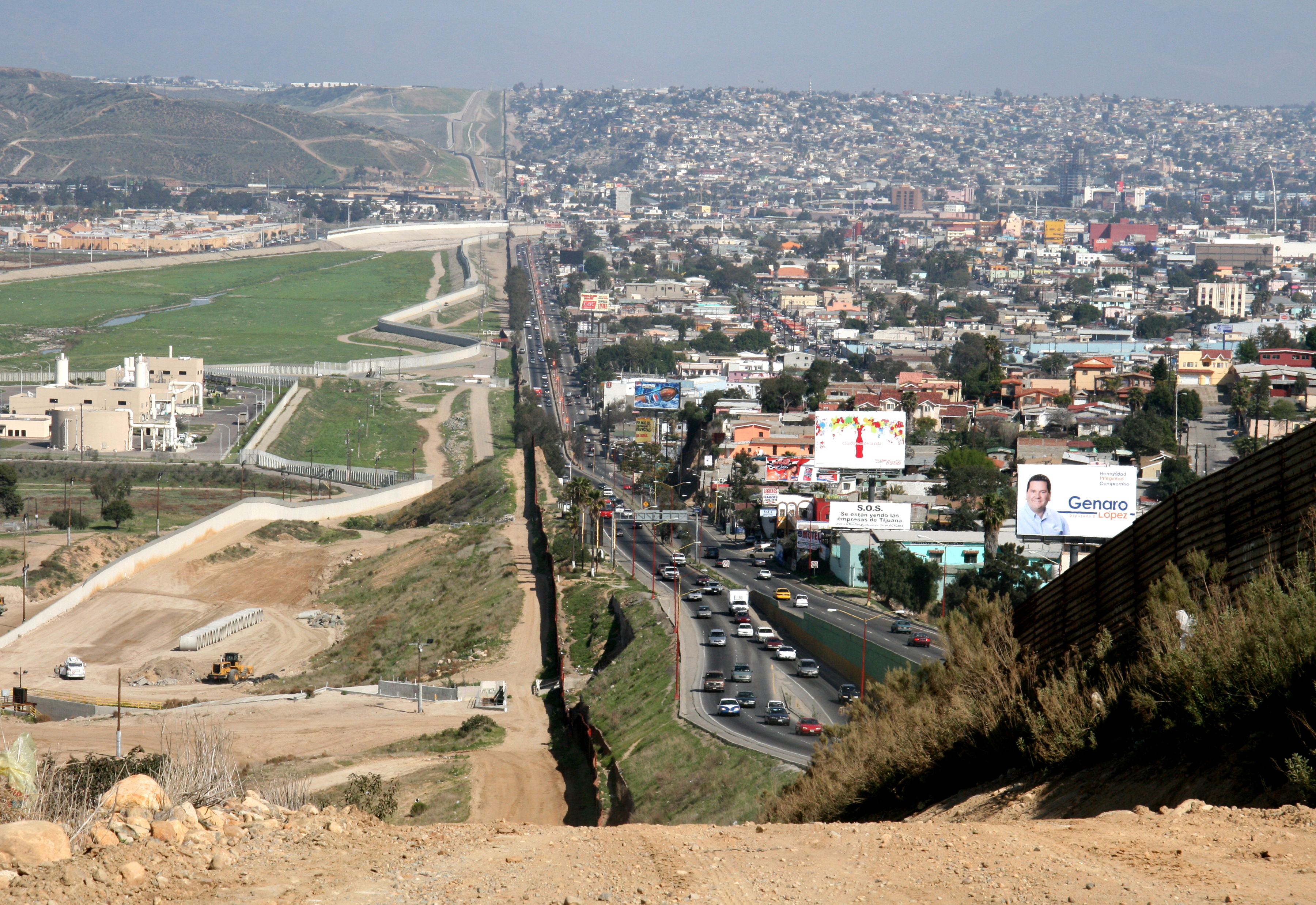
Imagem da fronteira entre Estados Unidos e México

Os Estados Unidos compartilham fronteiras terrestres internacionais com duas nações:
- A Fronteira Canadá-Estados Unidos ao norte do Estados Unidos contíguos e ao leste do Alaska.
- A Fronteira Estados Unidos-México para o sul.
- A fronteira marítima Rússia-Estados Unidos foi definida por um acordo disputado que abrange o Mar de Bering, o Estreito de Bering e o Oceano Ártico. A Linha Internacional de Data essencialmente atua como a fronteira de fato entre as duas nações; os EUA ratificaram o Acordo de Fronteira Marítima da URSS-EUA, mas a Rússia não conseguiu ratificá-la antes de se dissolver e, posteriormente, nunca foi ratificada pela Rússia. Durante o inverno, é possível viajar entre a ilha desabitada de Ratmanov, na Rússia, e a ilha de Diomedes Menor, no Alasca, com uma população de 110 pessoas,[1] é teoricamente possível, embora não seja legal, em algumas ocasiões, quando o gelo que flui através do estreito de Estreito de Bering entope entre as duas ilhas.

A Terceira Iniciativa de Fronteira é uma área de política externa relacionada à fronteira do Mar do Caribe entre os Estados Unidos e a região do Caribe.
As áreas insulares estão em um território alfandegário separado dos 50 estados, do distrito de Columbia e de Porto Rico (veja Comércio exterior dos Estados Unidos ).

## Agências
A Alfândega e Proteção de Fronteiras dos EUA é responsável pelo policiamento das fronteiras e pela inspeção de pessoas e bens importados.
A Guarda Costeira dos Estados Unidos patrulha ativamente as extensas fronteiras marítimas do país.
As Forças Armadas dos Estados Unidos e a polícia estadual e local também podem se envolver na fiscalização das fronteiras em determinadas circunstâncias.

## Lista total
| País ou território (Territórios sem plena soberania em itálico) | No. de vizinhos da fronteira terrestre | Nº de vizinhos fronteiriços marítimos | Total não de vizinhos únicos | Países e territórios vizinhos (Territórios sem plena soberania em itálico) (L) = partilha apenas fronteiras terrestres (M) = partilha apenas fronteiras marítimas blank =compartilhar fronteiras terrestres e fronteiras marítimas |
| --- | -------------------------------------- | ------------------------------------- | ---------------------------- | --- |
| Estados Unidos | 2                                      | 5                                     | 5                            | Bahamas (M) · Canadá · Cuba (M) · México · México (M) |
| Estados Unidos áreas insulares · →incluí: · →Samoa Americana · →Ilha Baker · →Guam · →Ilha Howland · →Ilha Jarvis · →Atol Johnston · →Baía de Guantánamo · →Recife Kingman · →Atol Midway · →Ilha de Navassa · →Ilhas Marianas Setentrionais · →Atol Palmyra · → Porto Rico · →Ilhas Virgens Americanas · →Ilha Wake | 3                                      | 18 (21)                               | 18 (21)                      | Bahamas (M) · Canadá · Cuba · República Dominicana (M) · Haiti (M) · Jamaica (M) · Japão (M) · Kiribati (M) · Ilhas Marshall (M) · México · Estados Federados da Micronésia (M) · Países Baixos (M) · Rússia (M) · Samoa (M) · Tonga (M) · Venezuela (M) · Anguilla(Reino Unido) (M) · British Virgin Islands(Reino Unido) (M) · Cook Islands(Nova Zelândia) (M) · Niue(Nova Zelândia) (M) · Tokelau(Nova Zelândia) (M) |

1. ↑  Local Economic Development Plan for Diomede 2012-2017, citing 2010 U.S. census (and this was a decline since the 2000 census
2. 1 2  O conceito de [soberania soberana do estado] é um pouco impreciso e há divergências sobre se certos territórios são soberanos. Existem atualmente  195 estados que são geralmente considerados como "totalmente" soberanos: isso inclui os  193 estados membros da Nações Unidas mais os estados observadores da Cidade do Vaticano e do Estado da Palestina. Alguns desses estados têm sob sua jurisdição territórios, dependências ou coletividades que são claramente áreas geográficas não soberanas. Estes territórios são geralmente considerados como sendo subsumidos dentro da soberania global do Estado governante. Por exemplo, o Reino Unido detém a soberania sobre o território de Gibraltar, apesar de Gibraltar não ser considerado parte do Reino Unido. Existem alguns territórios no mundo que não são claramente soberanos nem claramente subsumidos sob a soberania de outro estado. Freqüentemente, esses territórios declararam-se soberanos, mas ou não são amplamente reconhecidos como tais ou carecem de algumas das condições necessárias para um Estado soberano. Nestes casos, as notas de rodapé explicativas indicam como o território é tratado para os fins desta lista.
3. 1 2 3  Um número entre parênteses indica o número de estados soberanos únicos que o país ou território compartilha como vizinhos.
4. ↑  Excluindo E.U. áreas insulares.
5. 1 2  Territórios Britânicos Ultramarinos.
6. ↑  O Ilhas Cook é um país autônomo em estado associado com Nova Zelândia. As Ilhas Cook controlam uma parte de seus próprios negócios estrangeiros, incluindo o estabelecimento e a regulamentação de fronteiras. No entanto, as Ilhas Cook não são membros das Nações Unidas e fazem parte do Reino da Nova Zelândia, com o povo de Cook Island sendo cidadãos da Nova Zelândia. Para fins desta lista, as Ilhas Cook, Nova Zelândia, Niue e Tokelau são consideradas partes constituintes de um Estado soberano..
7. ↑  Niue é um país autônomo em estado associado com Nova Zelândia. Niue controla uma parte de seus próprios negócios estrangeiros, incluindo o estabelecimento e a regulamentação de fronteiras. No entanto, Niue não é membro das Nações Unidas e faz parte do Reino da Nova Zelândia, com o povo Niue sendo cidadãos da Nova Zelândia. Para fins desta lista, Niue, Ilhas Cook, Nova Zelândia e Tokelau são consideradas partes constituintes de um estado soberano.
8. ↑  Tokelau é um território não autônomo dentro do Reino da Nova Zelândia.